# Göran Löfwing
Bengt Göran Löfwing, född 27 maj 1971, är en svensk konstnär som främst arbetar med jakt- och naturmotiv.
Löfwing är uppväxt i Sätuna och bosatt intill Hornborgasjön, på gården Persberg vid Broddetorp i Falköpings kommun. Där driver han och hans hustru även ett galleri och en krog. Området kring Hornborgasjön skildras ofta i hans konstnärskap.
Löfwing arbetar även med dioramor och har medverkat med naturmiljöer på Naturhistoriska riksmuseets permanenta utställning.
Han har av tidningen Svensk Jakt rankats som ”den främste av de yngre jaktkonstnärerna”. Löfwings konstnärskap har beskrivits i böckerna Helt naturligt: Början på en konstnärsvandring (B-G Johansson, 2005) och Löfwings ateljé och krog (Jan Norming, 2016).